# GamePad Digital
GamePad Digital（GPD、中国語：中软赢科）もしくは、深圳GPDテクノロジー株式会社（英語：Shenzhen GPD Technology Co., Ltd.、中国語：深圳市中软赢科技术有限公司）は中華人民共和国の深圳市に拠点を置いているテクノロジー企業。
主にクラウドファンディングを通じて、パームトップ/ハンドヘルドPC、ウルトラモバイルPC、ゲームに重点を置いた携帯型ゲーミングPCなどと呼ばれる小型電子機器を開発している。日本での販売代理店は、株式会社天空。

## 概要
2012年に深圳市にて創業。ARMのSoCを使ったAndroid向けのメインボードを設計する会社として誕生した。2014年に事業方針の転換を行い、GPDブランドで自社製品を発売するようになった。

## 沿革

#### GPD XD シリーズ
最初の主力製品は、Androidを搭載した携帯型ゲーム機「GPD XD」で、レトロゲームをエミュレートするために設計された。2015年後半に発売された。上位機種である「GPD XD Plus」は2018年に発売した。

#### GPD Win シリーズ
2016年後半に、Windows 10を搭載し携帯型ゲーム機のようなゲーム操作性を備えたパームトップコンピューター「GPD Win」を発表。その後、「GPD Win 2」や「GPD Win Max」など、数多くの後継機を開発した。
2024年には、CNETが「GPD Win 4」を「最高の携帯型ゲーミングPC」の1つに選出した。
2025年7月24日、「GPD Win 5」を、8月1日より中国・上海で開催されるゲームイベント ChinaJoy 2025 で発表することを公表した。同年8月14日、Ryzen AI Max+ 395搭載で565gの軽量性を実現したポータブルゲーミングPC「GPD WIN 5」を正式発表した。

#### GPD Pocketシリーズ
2017年には、Windows 10またはUbuntuを搭載したパームトップコンピューター「GPD Pocket」を発売。ポケットサイズであることから、Forbes誌はこれを「世界最小のノートパソコン」と評した。2018年には第2世代の「GPD Pocket 2」が発売。第3世代の「GPD Pocket 3」ではディスプレイサイズが8インチに大型化され、2021年に発売された。。2025年5月17日、「GPD Pocket 3 Pro」を国内代理店である株式会社天空から発売された。 

#### その他
2018年12月、「GPD MicroPC」を発表。2025年7月18日、「GPD MicroPC 2」が2025年9月末に国内で発売すると株式会社天空から発表された。 
2019年6月には、「世界最小のUltrabook」である「GPD P2 Max」のクラウドファンディングが開始。第2世代は2022年に発売した。2024年には、同社初の標準サイズのノートパソコンである、2つのディスプレイを搭載した「GPD Duo」も発表された。 

## 製品一覧

### GPD XD シリーズ
- GPD XD
- GPD XD Plus

### GPD Win シリーズ
- GPD Win
- GPD Win 2
- GPD Win 3
- GPD Win 4
- GPD Win Mini
- GPD Win 5

### GPD Pocket シリーズ
- GPD Pocket
- GPD Pocket 2
- GPD Pocket 3
- GPD Pocket 4

### GPD Win Max シリーズ
- GPD Win Max
- GPD Win Max 2

### GPD その他の製品
- GPD P2 Max
- GPD MicroPC
- GPD MicroPC 2
- GPD G1
- GPD DUO

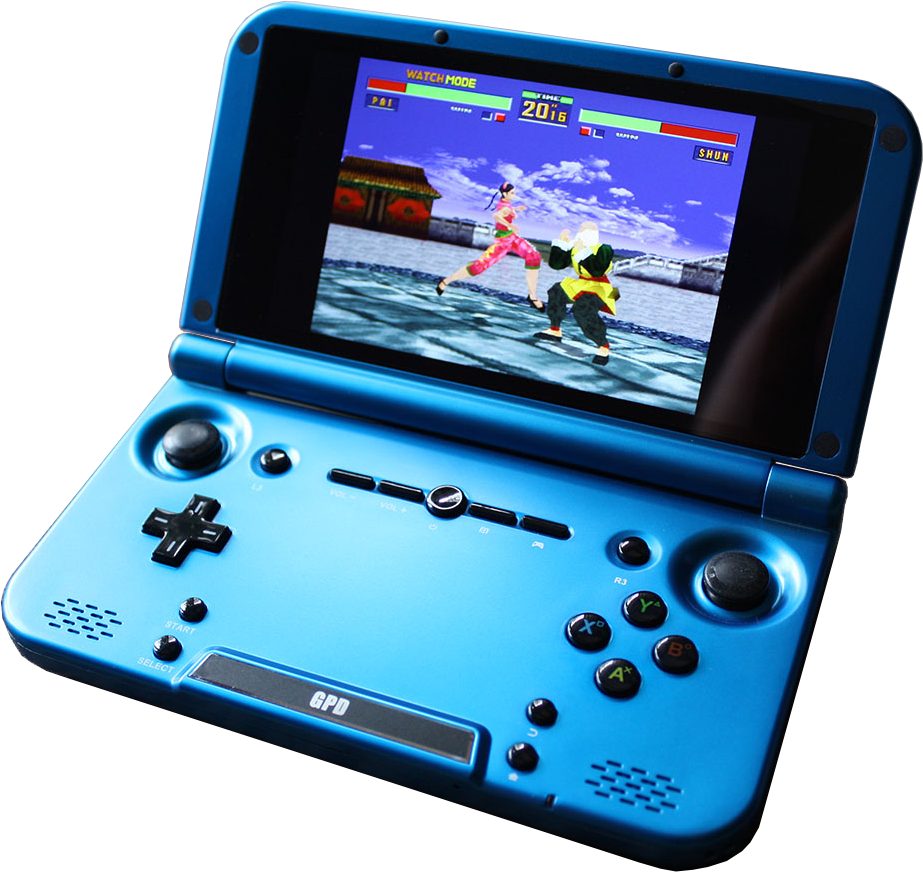
GPD XD
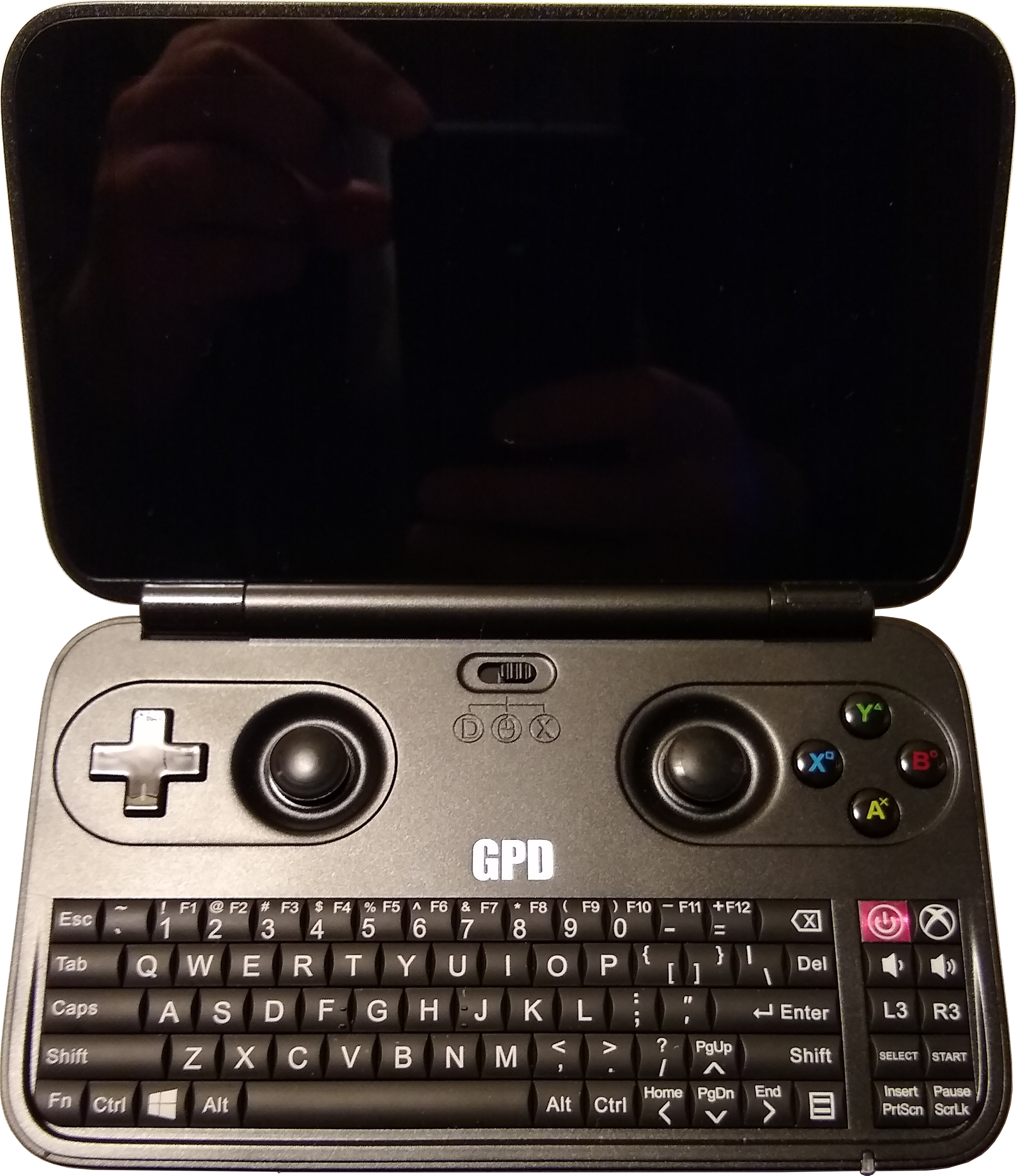
GPD Win
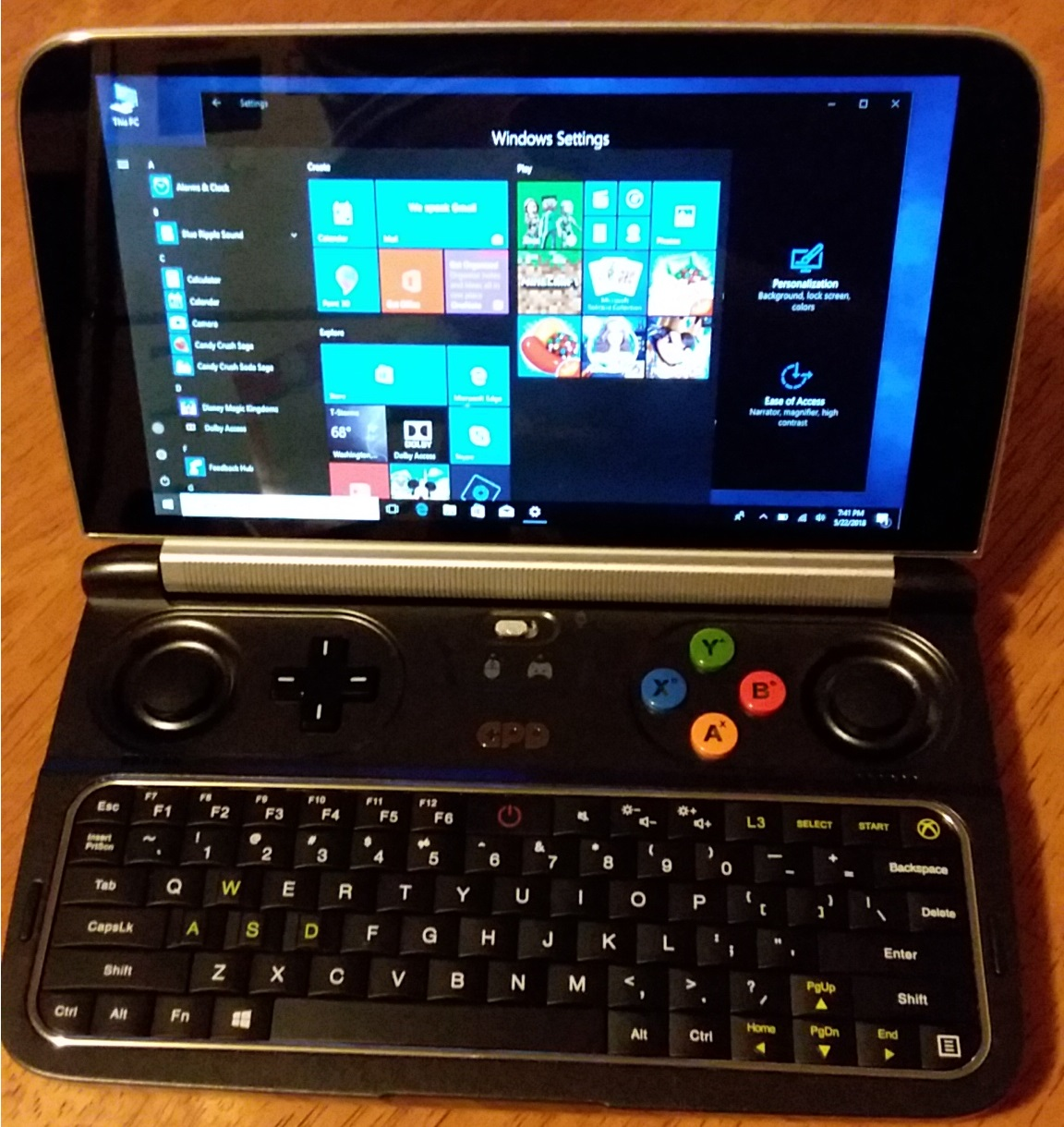
GPD Win 2
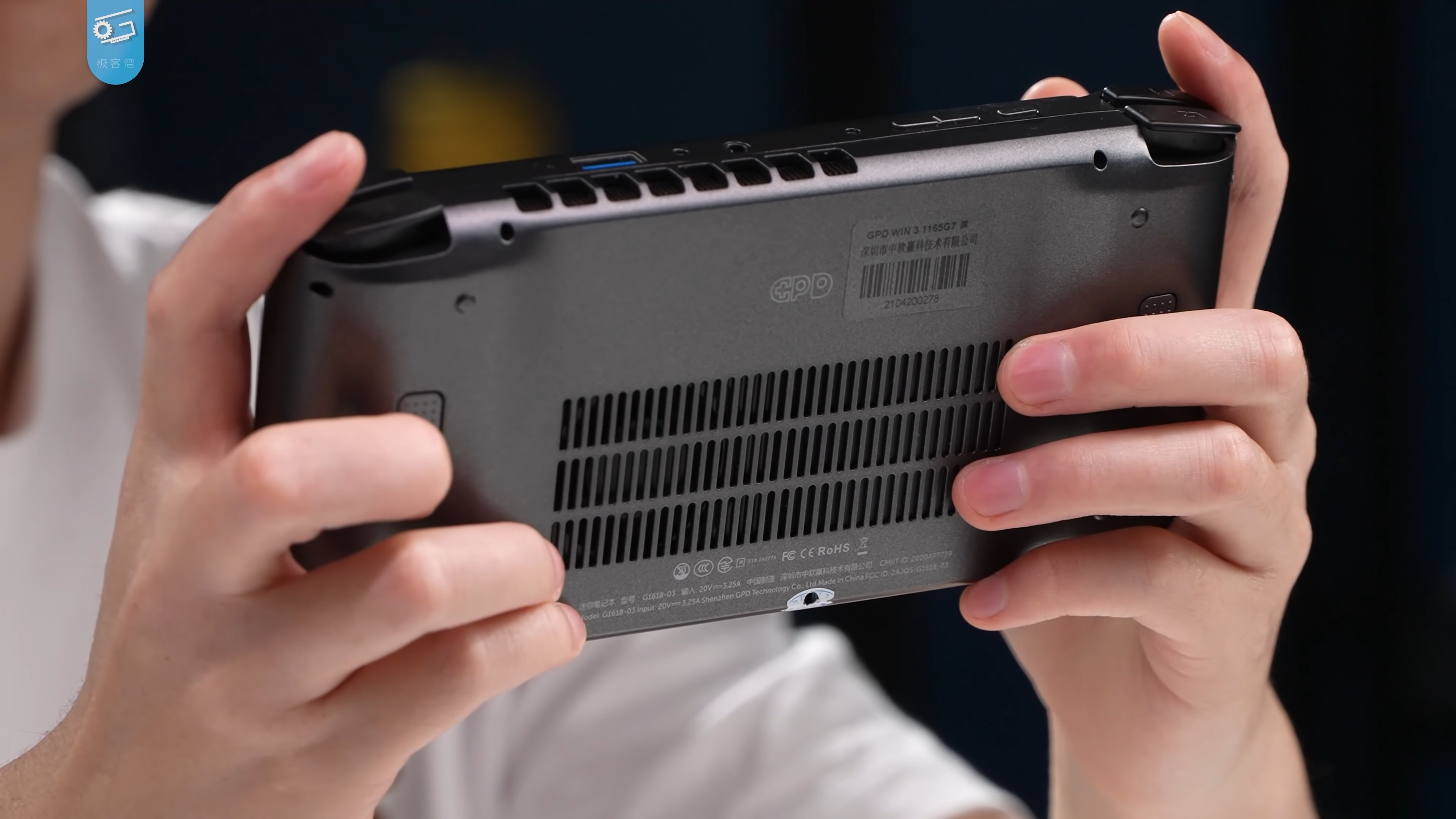
GPD Win 3
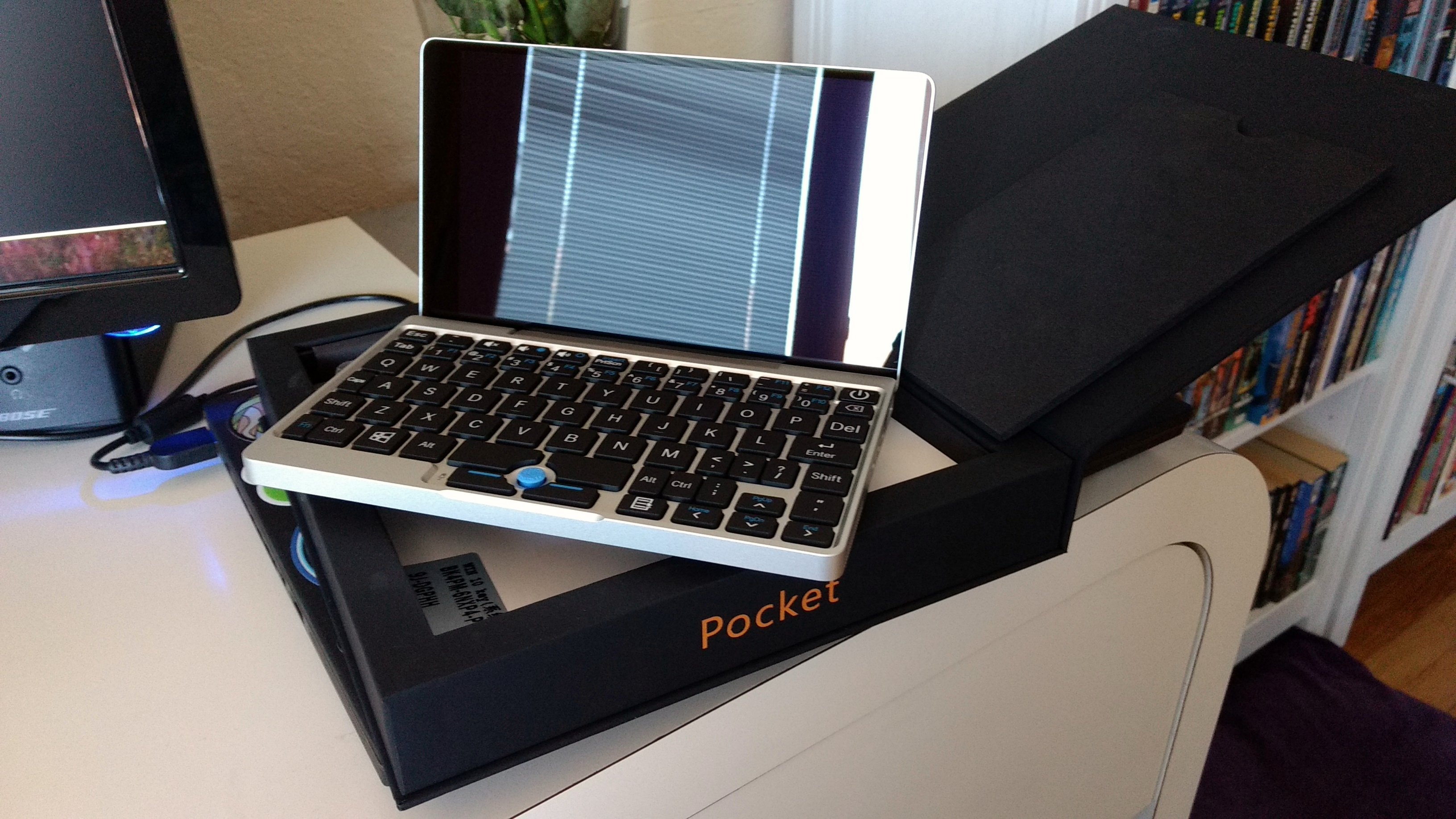
GPD Pocket